# 小平市立図書館
小平市立図書館（こだいらしりつとしょかん）は、東京都小平市が運営する公立図書館の総称。

## 概要
中央図書館のほか、仲町図書館、花小金井図書館、小川西町図書館、喜平図書館、上宿図書館、津田図書館、大沼図書館があり、さらに、公民館に併設する形で、花小金井北分室、小川分室、上水南分室が設けられている。
蔵書数は、中央図書館が40万冊超の規模になっていえるほか、各図書館が7万冊から12万冊超、分室は4千冊から1万冊超の規模となっており、これに団体貸し出し専用の児童書およそ3万冊の文庫である「子ども文庫」を加えると、総蔵書数は、2023年度時点で、1,103,656冊（一般書：758,648冊、児童書：345,008冊）である。

## 利用
利用登録ができるのは、市内在住・在勤・在学者および相互利用をしている市（東村山市・清瀬市・東久留米市・西東京市・立川市・小金井市・国分寺市・東大和市）在住者で、本は1人10冊、CDは1人3タイトル（相互利用者は5冊、1タイトル）借りることができ、貸出期間は2週間である。

## 沿革
市制移行前の北多摩郡小平町には公共図書館はなかったが、1953年（昭和28年）4月から都立立川図書館（後の東京都立多摩図書館の前身が運用する移動図書館「むらさき号」が町内各地を回って本の貸し出しをおこなっていた。「むらさき号」の運用は1979年（昭和54年）12月まで続いた。
1962年（昭和37年）10月の市制施行以降、公民館などの施設への図書室の開設を経て、1975年に最初の公共図書館である小平市図書館が開館した。
- 1964年5月 - 中央公民館に図書室を開室。
- 1975年5月 - 小平市図書館が、後の仲町図書館（なかまちテラス）の場所に開館。
- 1979年4月 - 花小金井図書館開館。
- 1980年7月 - 小川西町図書館開館。
- 1981年6月 - 喜平図書館開館。
- 1982年6月 - 上宿図書館開館。
- 1985年7月 - 中央図書館を、旧市庁舎跡地に開館。小平市図書館を仲町図書館に改称。
- 1986年2月 - 日本初の図書館コンピュータシステム（POSシステム）を導入
- 1987年7月 - 津田図書館開館。
- 2001年1月 - 大沼図書館開館。
- 2006年5月 - 花小金井図書館を移転。
- 2015年3月 - 仲町図書館をリニューアルし、複合施設「なかまちテラス」とする。
- 2026年（予定） - 小川西町図書館を小川駅西口に移転予定。

## 施設

### 図書館

#### 小平市立中央図書館
- 所在地：東京都小平市小川町2丁目1325番
- 開設年月日：1985年（昭和60年）7月2日[4]
- 開館時間：10時00分 - 19時00分（土・日・祝日は17時まで）
- 休館日：金曜日・年末年始（12月28日 - 1月4日）・特別整理日（第3木曜日：祝休日の場合は開館）・特別整理期間[6]
- 蔵書数：400,252冊（一般書：265,110冊、児童書：68,004冊）（2023年度）[1]
- アクセス：西武多摩湖線青梅街道駅から徒歩5分[9]

#### 小平市立仲町図書館
- 所在地：東京都小平市仲町145番
- 開設年月日：1975年（昭和50年）5月18日 / リニューアル：2015年（平成27年）3月14日[4]
- 開館時間：火曜・水曜　9時 - 20時 / 月曜・木曜・土曜・日曜・祝休日　9時 - 17時[10]
- 休館日：金曜日・年末年始（12月28日 - 1月4日）・特別整理日（第3木曜日：祝休日の場合は開館）・特別整理期間[6]
- 蔵書数：71,928冊（一般書：48,044冊、児童書：23,884冊）（2023年度）[1]
- アクセス：西武多摩湖線青梅街道駅から徒歩10分 / 西武新宿線小平駅南口から徒歩10分[10]

#### 小平市立花小金井図書館
- 所在地：東京都小平市花小金井1丁目8番1号
- 開設年月日：1979年（昭和54年）4月1日 / 移転・リニューアル：2006年（平成18年）5月8日[4]
- 開館時間：火曜・水曜　10時 - 20時 / 月曜・木曜・土曜・日曜・祝休日　10時 - 17時[11]
- 休館日：金曜日・年末年始（12月28日 - 1月4日）・特別整理日（第3木曜日：祝休日の場合は開館）・特別整理期間[6]
- 蔵書数：101,621冊（一般書：64,932冊、児童書：36,689冊）（2023年度）[1]
- アクセス：西武新宿線花小金井駅から徒歩3分[11]

#### 小平市立小川西町図書館
- 所在地：東京都小平市小川西町4丁目10番13号
- 開設年月日：1980年（昭和55年）7月1日[4]
- 開館時間：火曜・水曜　10時 - 20時 / 月曜・木曜・土曜・日曜・祝休日　10時 - 17時[12]
- 休館日：金曜日・年末年始（12月28日 - 1月4日）・特別整理日（第3木曜日：祝休日の場合は開館）・特別整理期間[6]
- 蔵書数：120,054冊（一般書：78,462冊、児童書：41,592冊）（2023年度）[1]
- アクセス：西武国分寺線/西武拝島線小川駅西口から徒歩5分[12]
- 2026年に小川駅西口への移転が予定されている[8]。

#### 小平市立喜平図書館
- 所在地：東京都小平市喜平町3丁目3番18号
- 開設年月日：1981年（昭和56年）6月27日[4]
- 開館時間：火曜・水曜　10時 - 19時 / 月曜・木曜・土曜・日曜・祝休日　10時 - 17時[13]
- 休館日：金曜日・年末年始（12月28日 - 1月4日）・特別整理日（第3木曜日：祝休日の場合は開館）・特別整理期間[6]
- 蔵書数：119,108冊（一般書：81,953冊、児童書：37,155冊）（2023年度）[1]
- アクセス：各駅からバスで「小平団地中央」下車、徒歩3分[13]

#### 小平市立上宿図書館
- 所在地：東京都小平市小川町1丁目345番
- 開設年月日：1982年（昭和57年）6月26日[4]
- 開館時間：火曜・水曜　10時 - 19時 / 月曜・木曜・土曜・日曜・祝休日　10時 - 17時[14]
- 休館日：金曜日・年末年始（12月28日 - 1月4日）・特別整理日（第3木曜日：祝休日の場合は開館）・特別整理期間[6]
- 蔵書数：102,157冊（一般書：69,163冊、児童書：32,994冊）（2023年度）[15]
- アクセス：西武拝島線東大和市駅から徒歩10分[14]

#### 小平市立津田図書館
- 所在地：東京都小平市津田町3丁目11番1号
- 開設年月日：1987年（昭和62年）7月4日[4]
- 開館時間：火曜・水曜　10時 - 19時 / 月曜・木曜・土曜・日曜・祝休日　10時 - 17時[16]
- 休館日：金曜日・年末年始（12月28日 - 1月4日）・特別整理日（第3木曜日：祝休日の場合は開館）・特別整理期間[6]
- 蔵書数：105,376冊（一般書：69,034冊、児童書：36,342冊）（2023年度）[15]
- アクセス：西武多摩湖線一橋学園駅から徒歩15分 / 西武国分寺線鷹の台駅から徒歩17分 / 東日本旅客鉄道（JR東日本）武蔵野線新小平駅から徒歩17分[16]

#### 小平市立大沼図書館
- 所在地：東京都小平市大沼町7丁目1番17号
- 開設年月日：2001年（平成13年）1月9日[4]
- 開館時間：火曜・水曜　10時 - 19時 / 月曜・木曜・土曜・日曜・祝休日　10時 - 17時[17]
- 休館日：金曜日・年末年始（12月28日 - 1月4日）・特別整理日（第3木曜日：祝休日の場合は開館）・特別整理期間[6]
- 蔵書数：94,562冊（一般書：68,664冊、児童書：25,898冊）（2023年度）[15]
- アクセス：西武新宿線小平駅から徒歩15分[16]

### 公民館に併設された分室

#### 花小金井北分室
- 所在地：東京都小平市花小金井5丁目41番3号（花小金井北公民館 内）
- 開設年月日：1975年（昭和50年）7月22日[4]
- 開館時間：12時30分 - 16時30分[18]
- 休館日：月曜日・金曜日・年末年始（12月28日 - 1月4日）・特別整理期間[6]
- 蔵書数：4,355冊（一般書：1,827冊、児童書：2,528冊）（2023年度）[15]
- アクセス：西武新宿線花小金井駅から徒歩15分[18]

#### 小川分室
- 所在地：東京都小平市小川町1丁目1012番（小川公民館 内）
- 開設年月日：1975年（昭和50年）7月22日 / 移転・リニューアル：1996年(平成8年）12月1日[4]
- 開館時間：12時30分 - 16時30分[19]
- 休館日：月曜日・金曜日・年末年始（12月28日 - 1月4日）・特別整理期間[6]
- 蔵書数：12,116冊（一般書：6,545冊、児童書：4,571冊）（2023年度）[15]
- アクセス：西武国分寺線鷹の台駅から徒歩5分[19]

#### 上水南分室
- 所在地：東京都小平市上水南町1丁目27番1号（上水南公民館 内）
- 開設年月日：1978年（昭和53年）4月28日[4]
- 開館時間：12時30分 - 16時30分[20]
- 休館日：月曜日・金曜日・年末年始（12月28日 - 1月4日）・特別整理期間[6]
- 蔵書数：9,708冊（一般書：4,856冊、児童書：4,852冊）（2023年度）[21]
- アクセス：各駅からバスで「上水南町」下車、徒歩3分[20]